# Old Whiskers

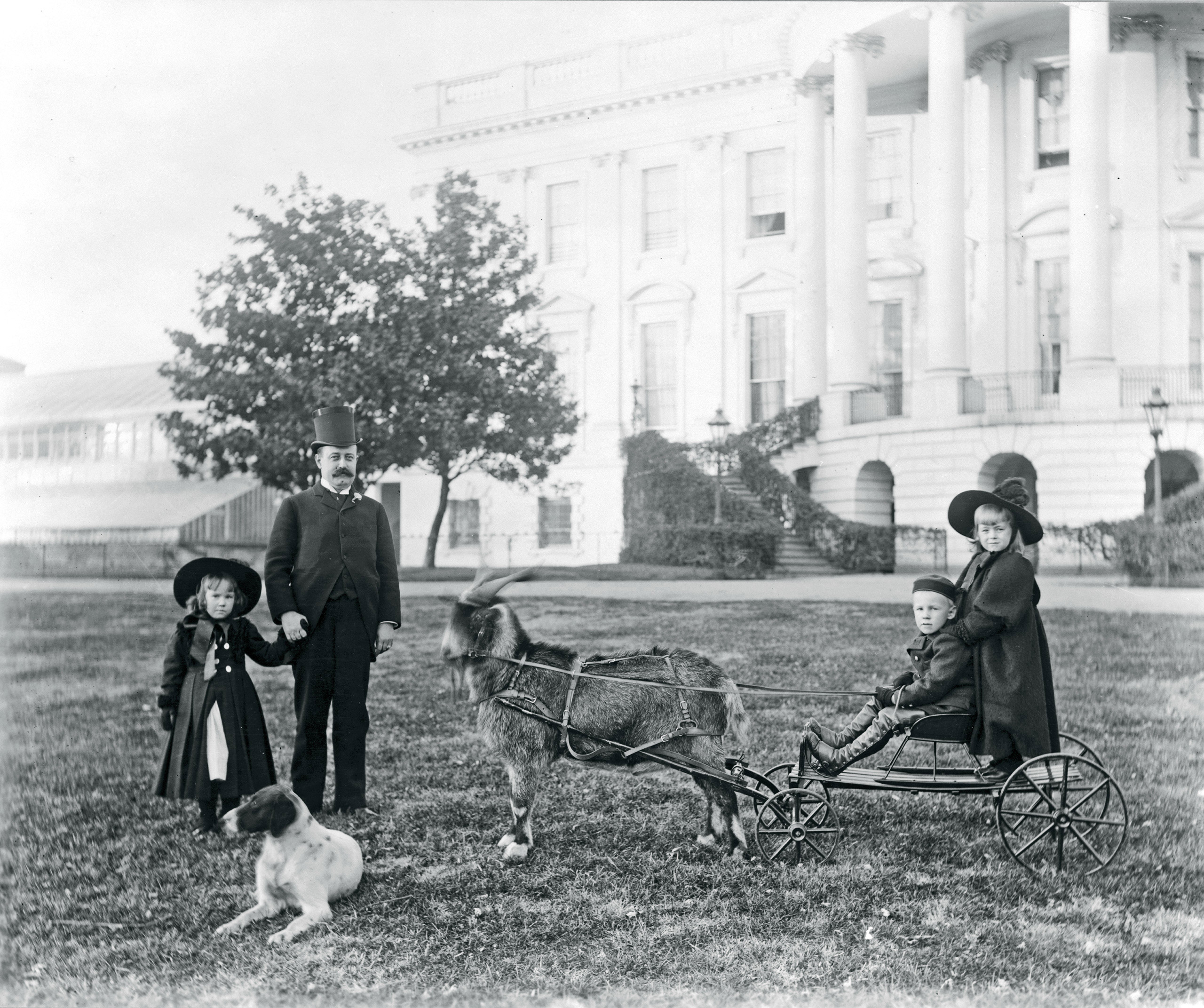
Benjamin Harrison mit Enkeln und der Ziege Old Whiskers und dem Hund „Dash“

Old Whiskers oder auch His Whiskers war eine Hausziege. Sie wurde von Benjamin Harrison, dem 23. Präsidenten der Vereinigten Staaten, während der Präsidentschaft als eines seiner Haustiere gehalten.

## Hintergrund und Leben
Benjamin Harrison zog 1889 im Weißen Haus mit seiner gesamten Großfamilie, bestehend aus Ehefrau, Kindern und Enkeln, ein. An Haustieren zogen mehrere Hunde und zwei Opossums mit ein. Für seine Enkel besorgte er noch eine Ziege, die Old Whiskers genannt wurde.
Harrison soll vernarrt in seine Enkel gewesen sein, was sich daran zeigt, dass sie oft auch bei Arbeitsessen in seiner Nähe waren oder er den Weihnachtsmann für sie spielte. Unter anderem kaufte er auch eine Ziege für sie, welche angespannt wurde und die Kinder dann auf einem Wägelchen über den Rasen des Weißen Hauses zog.
Allgemein bekannter wurde Old Whiskers, als 1903 und damit zehn Jahre nach Harrisons Präsidentschaft in einer Zeitung eine Geschichte abgedruckt wurde, in der berichtet wurde, wie die Ziege mitsamt Enkel davongerannt war. An dem Tag rannte die Ziege hinter dem Haus los. Vor dem Haus wartete der Präsident gerade auf seinen Wagen.
Als er die Ziege mit dem kleinen Kind in Richtung einer Baugrube davonrennen sah, rannte der eher stämmige fast 60-jährige Präsident hinter ihr her, um sie einzufangen. Daraufhin beschleunigte das Tier. Der Artikel beschrieb weiter, wie der Präsident mit wehendem Mantel und klackernden Schritten durch die Pennsylvania Avenue rannte. Kurz vor der Baugrube konnte der Präsident die Ziege einfangen. Sowohl sein Enkel als auch er selbst waren wohlauf.
Nach Harrisons Präsidentschaft wurde die Ziege zur Attraktion der Nachbarskinder an seinem neuen Wohnsitz in Indianapolis. Von John Wanamaker bekam der Ex-Präsident noch einen Esel geschenkt.